# Delphine de Saxònia-Coburg
Delphine de Saxònia-Coburg, nascuda Delphine Boël (Ukkel, 1968) és una escultora belga. Les seves obres plàstiques en paper maixé s'inspiren de temes personals i molta simbologia belga. Des del 2004 viu a Brussel·les.
Boël va néixer el 22 de febrer de 1968 a Ukkel, com filla de la baronessa Sybille de Selys Longchamps que aleshores encara estava casada amb l'empresari Jacques Boël, del qual porta el patronimi. La parella es va divorciar el 1978. El 14 de març de 1982 sa mare va casar-se amb un constructor naval i noble anglès, Michael-Anthony Rathborne Cayzer. La nova família es va instal·lar a Anglaterra on van compartir la casa a Notting Hill (Londres) i el castell «Tylney Hall» propietat ancestral dels Rathborne al mig d'un llarg latifundi a Rotherwick (Hampshire). La jove Delphine va estudiar a un internat suís i després es va graduar el 1990 al Chelsea College of Art and Design, una escola superior d'arts.
Des del 1999 la rumor va córrer que era una filla extramarital del rei dels belgues (avui emèrit) Albert II de Bèlgica amb qui la baronessa Sybille de Selys Longchamps va ser amistançada entre 1966 i 1982. La relació amb la família reial no va ser gens fàcil. Així, el 2008 es va treure temporàniament una obra seva de la col·lecció permanent de l'ajuntament de Koksijde, abans d'una visita oficial de la seva germanastra, la princesa Àstrid. L'escultura creada el 2001 i intitulada The Royal Sacred Four Legged Monster (el reial i sacrat monstre amb quatre peus) hauria pogut ofendre. Representa un sofa amb caps de porc i de vaca coronats al respatller, i petges amb savates en els colors de la bandera belga. El consistori de Koksijde ho va fer per raons diplomàtiques «sense cap pressió de palau». Una altra obra coneguda és la seva versió del Manneken Pis amb una erecció potent color bandera, o amb calçotets de colors nacionals.
La cort reial durant molt de temps va refusar clarificar la relació fins que el juny de 2013 Boël va introduir un plet. Després d'un llarg estira-i-arronsa amb la justícia i un test ADN, el 27 de gener de 2020 el rei Albert II va reconèixer la paternitat.
El tribunal d'apel·lació de Brussel·les va decidir l'1 d'octubre de 2020 que ella i les seves filles poden portar el títol de Princesa de Bèlgica. i rep el cognom «de Saxònia-Coburg».